# Il tuo sguardo illumina il mondo
Il tuo sguardo illumina il mondo, libro scritto da Susanna Tamaro e pubblicato per Solferino nel 2018, è un libro che narra la profonda amicizia che lega l'autrice a Pierluigi Cappello, poeta scomparso nel 2017. Insieme a momenti di profonda riflessione sul sentimento d'amicizia che lega l'autrice al poeta, nella drammaticità dell'evolversi degli eventi (che porteranno alla morte del poeta), vi è anche spazio per profonde riflessioni dell'autrice, che riflette, anch'essa, sulla sua vita e sulle sue fragilità.

## Riconoscimenti
- Premio Rapallo (2019) - Premio Speciale della Giuria